# ونگین
ونگین، روستایی از توابع بخش طارم سفلی شهرستان قزوین در استان قزوین ایران است.

## جمعیت
این روستا در دهستان نیارک قرار دارد و براساس سرشماری مرکز آمار ایران در سال ۱۳۹۵، جمعیت آن ۴۳۶ نفر (۱۴۰خانوار) بوده‌است. زبان مردم ونگین ترکی آذربایجانی و از ایل افشار هستند.